# Rio Gruişoru
O Rio Gruişoru é um rio da Romênia, afluente do Cernatu, localizado no distrito de Argeş.